# Sevierville
Sevierville är en stad i Sevier County i delstaten Tennessee, USA.

## Kända personer från Sevierville
- Chase Matthew, sångare (född i Sevierville)
- Stella Parton, sångare
- Isaac Thomas, politiker